# Mia Martini

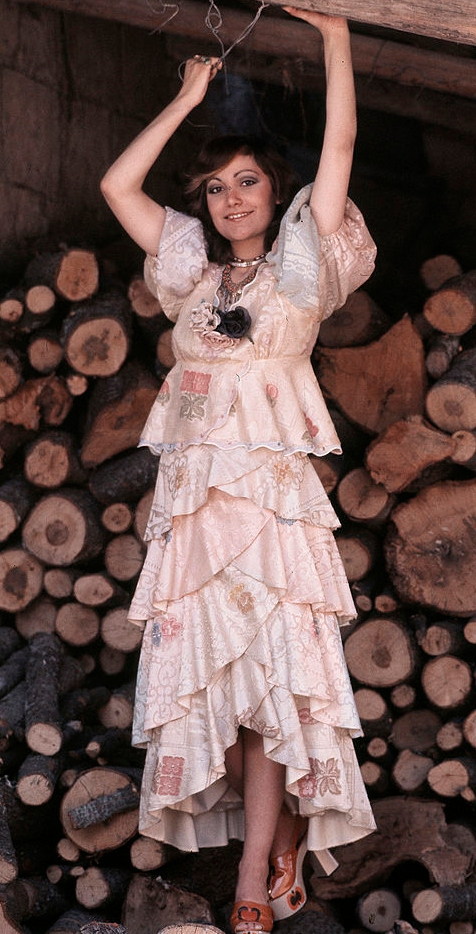
Mia Martini in 1973

Mia Martini (Bagnara Calabra, 20 september 1947 – Cardano al Campo, 12 mei 1995) was een Italiaanse zangeres. Haar echte naam was Domenica Bertè.

## Loopbaan
Samen met haar zuster Loredana Bertè en haar vriend Renato Zero verhuisden ze naar Rome, Loredana en Renato zouden ook nog succesvolle zangers worden. Ze begon als Mimi Bertè maar nam al snel de aantrekkelijkere naam Mia Martini aan.
Haar grootste hits waren Piccolo Uomo (hiermee won ze het Festivalbar) dat in verschillende talen opgenomen werd en Almeno Tu Nell'Universo dat als een meesterstuk beschouwd wordt en al door vele artiesten gecoverd werd.
Ze vertegenwoordigde Italië twee keer op het songfestival, op het Eurovisiesongfestival 1977 werd ze 13de met Libera, op het Eurovisiesongfestival 1992 deed ze het een stuk beter met Rapsodia dat de 4de plaats haalde.
Haar carrière eindigde tragisch nadat ze in 1995 onder mysterieuze omstandigheden dood werd aangetroffen in haar appartement in Cardano al Campo. Volgens de autopsie werd de dood veroorzaakt door een hartstilstand als gevolg van een overdosis drugs. Sommige bronnen spreken van zelfmoord, andere denken dat ze misschien vermoord werd.  

## Discografie

### Als Mimì Bertè

#### 45 toeren
- 1963 I miei baci non puoi scordare / Lontani dal resto del mondo - Juke Box JN2273
- 1963 Insieme / Let me tell you - Juke Box JN2279
- 1964 Il magone / Se mi gira l'elica - Juke Box JN2281
- 1964 Ed ora che abbiamo litigato / Non pentirti dopo - Juke Box JN22307
- 1966 Non sarà tardi / Quattro settimane - Durium QCA 361
- 1969 Coriandoli spenti / L'argomento dell'amore - Esse Records ESN 1512 Niet commercieel.
 Het huidige studiowerk is gecommercialiseerd in 2000 onder de noemer "Mia...Mimì" - On Sale Music 52 OSM

### Als Mia Martini

#### 45 toeren
| -1977 - 1971 Padre davvero... / Amore...amore...un corno! - RCA PM 3589 - 1971 Gesù è mio fratello / Lacrime di Marzo - RCA PM 3622 - 1972 Credo / Ossessioni - RCA PM 3670 - 1972 Piccolo uomo / Madre - RICORDI SRL 10.669 - 1972 Donna sola / Questo amore vero - RICORDI SRL 10.681 - 1973 Minuetto / Tu sei così - RICORDI SRL 10.694 - 1973 Il guerriero / Bolero - RICORDI MAI COMMERCIALIZZATO - 1974 Inno / ...e stelle stan piovendo - RICORDI SRL 10.730 - 1975 Al mondo / Principessa di turno - RICORDI SRL - 1975 Donna con te / Tutti uguali - RICORDI SRL 10.763 - 1976 L'amore è il mio orizzonte / Sabato - RICORDI SRL 10.797 - 1976 Che vuoi che sia...se t'ho aspettato tanto / Io donna, io persona Come il Vento ZCVE 50425 - 1977 Libera / Sognare è vita - Come il Vento ZBC 7005 - 1977 Per amarti / Se finisse qui - Come il Vento ZBC 7035 | 1978- - 1978 Vola / Dimmi - Warner Bros R.T 17207 - 1979 Danza / Canto alla luna - Warner Bros R.T 17325 - 1981 Ti regalo un sorriso / Ancora grande - DDD ZBDR 7208 - 1981 E ancora canto / Stai con me - DDD ZBDR 7236 - 1982 E non finisce mica il cielo / Voglio te - DDD ZBDR 7250 - 1982 Quante volte / Solo noi - DDD A 2819 - 1982 Quante volte / Solo noi (seconda edizone) - DDD A 2819 - 1982 Bambolina / Guarirò guarirò - DDD A 3486 - 1985 Spaccami il cuore / Lucy - DDD A 6030 - 1989 Almeno tu nell'universo / Spegni la testa - Fonit Cetra SP 1871 - 1990 La nevicata del '56 / Danza pagana - Fonit Cetra SP 1886 - 1990 Chica chica bum (remix) / Chica chica bum (stumentale) Fonit Cetra DLP 638 €260 nooit gecommercialiseerd - 1993 Stiamo come stiamo (con L. Bertè) / Dormitorio pubblico (L.Bertè) Columbia COL 659007 61 |

#### Albums
| - 1971 Oltre la collina - RCA PSL 10516 - 1972 Nel mondo,una cosa - RICORDI SMRL 6101 - 1973 Il giorno dopo - RICORDI SMRL 6114 - 1974 È proprio come vivere - RICORDI SMRL 6126 - 1975 Sensi e controsensi - RICORDI SMRL 6154 - 1975 Un altro giorno con me - RICORDI SMRL 6174 | - 1976 Che vuoi che sia... se t' ho aspettato tanto COME IL VENTO ZSCVE 55745 - 1977 Per amarti - COME IL VENTO ZPLC 34026 - 1978 Danza - WEA WARNER BROS R.T 56610 - 1981 Mimì - DDD ZPLDR 34139 - 1982 Quante volte... ho contato le stelle - DDD 25108 - 1983 Miei compagni di viaggio - DDD 25613 | - 1989 Martini Mia - FONIT CETRA TLPX 219 - 1990 La mia razza - FONIT CETRA TLPX 248 - 1991 Mi basta solo che sia un amore - FONIT CETRA LPX 272 - 1991 Mia Martini in concerto FONIT CETRA LPX 294 - 1992 Lacrime FONIT CETRA TLPX 306 - 1992 Rapsodia Il meglio di Mia Martini - FONIT CETRA LPX 329 - 1994 La musica che mi gira intorno - RTI MUSIC 1070 2 £35 |

#### Collecties
| 20e eeuw - 1976 Mia - RICORDI SMRL 6185 - 1984 Il meglio di Mia Martini - DDD 26304 - 1985 Ti regalo un sorriso - CGD/DDD 9031 70402-2 - 1996 Mia Martini 1996 - RTI MUSIC 1107 2 - 1996 Mia Martini - Le origini - Bmg-Ricordi 74321414902(2) - 1996 Mimì Bertè - On Sale Music 52 OSM 010 - 1996 Indimenticabile Mia - DIG IT DIT CD 016 - 1997 Mi canto español - Bmg-Ricordi 74321428272 - 1998 Gli anni settanta - Bmg-Ricordi 74321560302-2 - 1998 Semplicemente Mimì - SONY MUSIC FAR 491553 2 - 1999 Sorelle - SONY MUSIC FAR 496077 2 - 1999 I Miti Musica - Mia Martini - Bmg-Ricordi 91018 | 21e eeuw - 2000 Mia...Mimì - On Sale Music 52 OSM - 2000 Mimì Sarà - SONY S/4 4983272 - 2000 Dolce amare - SONY S/4 498339 2 - 2003 Canzoni segrete - Bmg-Ricordi 82876513662 bevat onbewerkte en alternatieve versies - 2003 Per sempre - Bmg-Ricordi - 2004 E parlo ancora di te - Warner WSM 5050467-3271-2-2 bevat onbewerkte en alternatieve versies - 2004 Nel Mio Mondo (triplo CD con 33 brani) - RaiTrade Promovideo RTP0049/3 (onbewerkt) - 2005 La Neve, Il Cielo, L’immenso (3 CD's met 51 nummers) - SonyBMG bevat onbewerkte, alternatieve en gedigitaliseerd materiaal |

Rond oktober 2017 is men in Italië gestart  met het uitbrengen van al haar albums (wekelijks 1), 18 in totaal, op cd die in een verzamelbox kunnen worden opgeborgen.
De cd's zijn voorzien van toelichtingen.

## Covers
Haar lied Agapimu (in het Grieks gezongen, Αγαπη μου) werd door Benny Neyman gecoverd als Ik weet niet hoe, het lied waarmee hij doorbrak.